# Denemarken op het Eurovisiesongfestival 2005
Denemarken werd op het Eurovisiesongfestival 2005 in Kiev vertegenwoordigd door Jakob Sveistrup met het lied Talking to you. Het was de 34ste deelname van Denemarken aan het songfestival. 
De inzending werd gekozen op 12 februari 2005 tijdens de Dansk Melodi Grand Prix, gezongen in het Deens als Tænder på dig. Voor het songfestival werd het lied in het Engels gezongen.

## Resultaat
De Dansk Melodi Grand Prix werd gehouden in Forum Horsens in Horsens en werd gepresenteerd door Jarl Friis-Mikkelsen, Birthe Kjær en Annette Heick. Voor het eerst was het tijdens de show toegestaan om in een andere taal te zingen dan het Deens, nadat de vrije taalregel op het Eurovisiesongfestival zelf al in 1999 was ingevoerd.
In totaal namen er 10 artiesten deel aan deze finale, waaronder de Olsen Brothers, die in 2000 het songfestival voor Denemarken hadden gewonnen. In een eerste ronde vielen vijf artiesten af, en in de tweede ronde werd de winnaar gekozen door vier regionale jury's, SMS-voting en een expertjury.

| Volgorde | Lied                          | Artiest         | Punten | Plaats |
| -------- | ----------------------------- | --------------- | ------ | ------ |
| 1        | Uhh la la la                  | Chi Hua Hua     | -      | -      |
| 2        | I Believe In Love             | Luna Park       | 16     | 3de    |
| 3        | Peace, Understanding and Love | Tamra Rosanes   | 8      | 5de    |
| 4        | Lonnie fra Berlin             | Kandis          | -      | -      |
| 5        | Little Yellow Radio           | Olsen Brothers  | 52     | 2de    |
| 6        | En Smule Af Dig               | Kim Schwartz    | -      | -      |
| 7        | Troublesome                   | Ditlev Ulriksen | -      | -      |
| 8        | Tænder På Dig                 | Jakob Sveistrup | 58     | 1ste   |
| 9        | I Must Be Crazy               | Sweethearts     | -      | -      |
| 10       | Make a Wish                   | Marie Keis Uhre | 16     | 3de    |

## In Kiev
Denemarken moest tijdens het songfestival eerst in de halve finale aantreden, als 24ste na Slovenië en voor Polen. Aan het eind van de avond bleek dat Sveistrup bij de tien beste acts was geëindigd, waarmee hij zich kwalificeerde voor de finale. Later werd bekend dat hij op de derde plaats was geëindigd met 185 punten. 
Hij ontving vier keer het maximum van 12 punten.
België en Nederland hadden in de halve finale respectievelijk 7 en 12 punten over voor deze inzending.
Tijdens de finale trad Denemarken aan als 13de, na Servië en Montenegro en voor Zweden. Aan het einde van de puntentelling bleek dat Sveistrup op de negende plaats was geëindigd met 125 punten. 
Hij ontving 1 keer het maximum van 12 punten.
België en Nederland hadden respectievelijk 4 en 8 punten over voor de inzending.

### Gekregen punten

#### Halve Finale
| 12 punten                                  | 10 punten                                        | 8 punten                     | 7 punten                                                | 6 punten               |
| ------------------------------------------ | ------------------------------------------------ | ---------------------------- | ------------------------------------------------------- | ---------------------- |
| - Ierland - Nederland - Noorwegen - Zweden | - IJsland - Monaco - Polen - Verenigd Koninkrijk | - Andorra - Finland - Spanje | - België - Estland - Hongarije - Litouwen - Zwitserland | - Kroatië - Oostenrijk |
| 5 punten                                   | 4 punten                                         | 3 punten                     | 2 punten                                                | 1 punt                 |
| - Duitsland - Portugal                     | - Malta - Rusland                                | - Roemenië                   | - Griekenland - Letland                                 | - Frankrijk            |

#### Finale
| 12 punten         | 10 punten                                | 8 punten                          | 7 punten  | 6 punten                |
| ----------------- | ---------------------------------------- | --------------------------------- | --------- | ----------------------- |
| - Noorwegen       | - IJsland - Monaco - Spanje - Zweden     | - Nederland - Verenigd Koninkrijk | - Ierland | - Duitsland - Hongarije |
| 5 punten          | 4 punten                                 | 3 punten                          | 2 punten  | 1 punt                  |
| - Estland - Polen | - België - Letland - Litouwen - Roemenië | - Andorra - Israël - Malta        | - Finland | - Portugal              |

### Punten gegeven door Denemarken

#### Halve Finale
Punten gegeven in de halve finale:
| 12 punten | Noorwegen   |
| 10 punten | IJsland     |
| 8 punten  | Finland     |
| 7 punten  | Roemenië    |
| 6 punten  | Nederland   |
| 5 punten  | Letland     |
| 4 punten  | Israël      |
| 3 punten  | Estland     |
| 2 punten  | Zwitserland |
| 1 punt    | Hongarije   |

#### Finale
Punten gegeven in de finale:
| 12 punten | Noorwegen             |
| 10 punten | Malta                 |
| 8 punten  | Turkije               |
| 7 punten  | Zweden                |
| 6 punten  | Letland               |
| 5 punten  | Israël                |
| 4 punten  | Bosnië en Herzegovina |
| 3 punten  | Roemenië              |
| 2 punten  | Griekenland           |
| 1 punt    | Zwitserland           |

1957 · 1958 · 1959 · 1960 · 1961 · 1962 · 1963 · 1964 · 1965 · 1966 · 1967-1977 · 1978 · 1979 · 1980 · 1981 · 1982 · 1983 · 1984 · 1985 · 1986 · 1987 · 1988 · 1989 · 1990 · 1991 · 1992 · 1993 · 1994 · 1995 · 1996 · 1997 · 1998 · 1999 · 2000 · 2001 · 2002 · 2003 · 2004 · 2005 · 2006 · 2007 · 2008 · 2009 · 2010 · 2011 · 2012 · 2013 · 2014 · 2015 · 2016 · 2017 · 2018 · 2019 · 2020 · 2021 · 2022 · 2023 · 2024 · 2025